# Panteliivka, Krasnodon
Panteliivka (în ucraineană Пантеліївка) este un sat în comuna Davîdo-Mîkilske din raionul Krasnodon, regiunea Luhansk, Ucraina.